# Spudaea rufovariegata
Spudaea rufovariegata är en fjärilsart som beskrevs av Franz Dannehl 1926. Spudaea rufovariegata ingår i släktet Spudaea och familjen nattflyn. Inga underarter finns listade i Catalogue of Life.